# Кригар, Гендрих Август
Гендрих Август Кригар, немецкий вариант — Генрих Аугуст Крюгер (в.-луж. Hendrich Awgust Krygar, нем. Heinrich August Krüger, 7 февраля 1804 года, деревня Гродзишчо, Лужица, Королевство Саксония — 24 марта 1858 года, деревня Поршицы, Лужица, Королевство Саксония) — лютеранский священнослужитель, лужицкий поэт и лингвист.
Родился в 1804 году в серболужицкой деревне Гродзишчо в семье лютеранского священника, настоятеля прихода в деревне Малы-Вельков. Окончил гимназию в Будишине.  С 1825 по 1829 года изучал лютеранское богословие в Лейпцигском университете. После возвращения в Лужицу служил дьяконом в деревне Клуш (1831 – 1832), настоятелем лютеранского храма святого Михаила Архангела в Будишине (1832 – 1840). В 1840 году был назначен настоятелем прихода в деревне Поршицы, где служил до своей кончины в 1858 году. В 1847 году вступил в культурно-просветительскую организацию «Матица сербо-лужицкая». 
Будучи студентом, участвовал в деятельности Серболужицкого проповеднического общества. Был знаком с Гандрием Зейлером, в сотрудничестве с которым в 1826 году основал рукописный журнал «Serbska nowinа» (всего было выпущено 60 номеров в течение нескольких лет). В этом же журнале были опубликованы его первые стихотворные сочинения. Позднее издал две патриотические стихотворные элегии «Serbskemu towarstwu» (Лужицкому братству) и  «Wěšćenje» (Пророчество), которые получили широкую известность среди лужичан. 
Занимался серболужицкой диалектологией и историей серболужицкой литературы.  
Сочинения
- Materialien zu einem vollständigen, chronologisch geordneten und kritischen Verzeichnis der Oberlausitz-wendischen Literatur Budissinisch-evangelischen Dialekts. Přehlad wot 1597 do 1848, Serbski kulturny archiw [MS XXXVIII – 8 A]
- Das oberlausitzer evangelisch-wendische Gesangbuch. Neues Lausitzisches Magazin  20 (1842), str. 1–18.